# Sidney Powell
Sidney Katherine Powell, född 1 maj 1955 i Durham i North Carolina, är en amerikansk advokat och tidigare federal åklagare, som gjort sig känd för sitt spridande av konspirationsteorier i samband med försök att ogiltigförklara valresultatet i Presidentvalet i USA 2020.

## Biografi
Sidney Powell växte upp i Raleigh i North Carolina. Efter kandidatexamen på University of North Carolina at Chapel Hill och juristexamen 1978 på samma universitet var hon fram till 1988 biträdande distriktsåklagare i Western District of Texas, i Northern District of Texas och i Eastern District of Virginia. Hon grundade en egen advokatfirma 1993 i Dallas i Texas.
År 2020 ingick i gruppen av Donald Trumps privata advokater då han försökte ogiltigförklara resultatet av presidentvalet i USA 2020, där Joe Biden besegrat Trump. Efter det att övriga jurister i Trumps team distanserat sig från henne, fortsatte hon att på egen hand lämna in anmälningar till federala distriktsdomstolar, vilket ledde till förlorade ärenden i Michigan, Georgia, Arizona och Wisconsin.
Powell har förespråkat ett antal konspirationsteorier. Sidney Powell avstängdes permanent av Twitter, tillsammans med Michael T. Flynn, den 8 januari 2021, för att ha främjat Qanon-konspirationsteorin.
Hon har samarbetat med Michael Flynn, som i december 2020 föreslog att den sittande presidenten skulle införa undantagstillstånd ("Martial law"), tysta pressen och genomföra omval under övervakning av militären.

 Trump höll möte med Flynn och Powell i Ovala rummet i Vita huset i december 2020 för att diskutera handlingsalternativ för Trump, vilken har förnekat att Flynns förslag till undantagstillstånd då varit uppe till diskussion.